# Apteronotus eschmeyeri
Apteronotus eschmeyeri är en fiskart som beskrevs av De Santana, Maldonado-ocampo, Severi och Mendes 2004. Apteronotus eschmeyeri ingår i släktet Apteronotus och familjen Apteronotidae. Inga underarter finns listade i Catalogue of Life.